# Morana hastulata
Espèce
Morana hastulata est une espèce de coléoptères de la famille des Staphylinidae et de la sous-famille des Pselaphinae.

## Répartition et habitat
Cette espèce est décrite du Sichuan, en Chine.